# Saléeite
La saléeite est un minéral de la classe des phosphates qui appartient au groupe de l'autunite. Il a été découvert en 1932 dans la mine Shinkolobwe, Katanga, République démocratique du Congo, et nommé ainsi par Jacques Thoreau et Johannes F. Vaes en l'honneur du belge Achille Salée (1883-1932), minéralogiste et professeur à l'université catholique de Louvain.

## Caractéristiques
C'est un phosphate d'uranyle et de magnésium hydraté de formule Mg(UO2)2(PO4)2·10H2O. En raison de sa teneur en uranium, il est radioactif. Sa structure moléculaire se compose de feuillets d'uranyle-phosphate entre lesquels se trouvent les ions de magnésium et les molécules d'eau ; les ions Mg2+ sont en coordination octaédrique avec six des dix molécules d'eau de la couche intercalaire, mais pas avec les quatre autres molécules d'eau. Il est extrait avec d'autres minéraux d'uranium en tant que minerai de cet élément stratégique. En raison de sa forte radioactivité, il doit être manipulé et stocké selon les protocoles appropriés.
Selon la classification de Nickel-Strunz, la saléeite appartient à "08.EB: Phosphates et arséniates d'uranyle, avec un rapport UO2:RO4 = 1:1", avec les minéraux suivants : autunite, heinrichite, kahlerite, nováčekite-I, torbernite, uranocircite, uranospinite, xiangjiangite, zeunérite, métarauchite, rauchite, bassetite, lehnerite, méta-autunite, métasaléeite, métauranocircite, métauranospinite, métaheinrichite, métakahlerite, métakirchheimerite, métanováčekite, métatorbernite, métazeunérite, przhevalskite, méta-lodevite, abernathyite, chernikovite, méta-ankoléite, natrouranospinite, trögerite, uramphite, uramarsite, threadgoldite, chistyakovaïte, arsénuranospathite, uranospathite, vochtenite, coconinoïte, ranunculite, triangulite, furongite et sabugalite.

## Formation et gisements
Il s'agit d'un minéral secondaire qui apparaît dans la zone d'oxydation de gisements de minéraux d'uranium polymétalliques d'altération hydrothermale, ainsi que dans les roches sédimentaires, réparti dans des roches gréseuses contenant de la carnotite. Il est généralement associé à d'autres minéraux tels que la torbernite, l'autunite, la zeunérite, la bassetite, la dewindtite, la sabugalite, la phosphuranilite et la dumontite.